# اچ‌ام‌اس ایکس۲
اچ‌ام‌اس ایکس۲ (به انگلیسی: HMS X2) یک زیردریایی است که طول آن 70.5 m می‌باشد. این زیردریایی در سال ۱۹۳۴ ساخته شد.